# بیل لوئیس
ویلیام بیل لوئیس (به انگلیسی: William "Bill" Lewis)‏ متولد ۱ آگوست ۱۹۵۳، یک هنرمند بریتانیایی است که در زمینه‌های نقاشی، شعر و اسطوره‌نویسی فعالیت دارد.
او در اواخر دههٔ ۱۹۷۰ و اوایل دههٔ ۱۹۸۰ یکی از اعضای گروه شاعران مِدوی بود و پس از آن در سال ۱۹۹۹ به‌همراه چند عضو سابق شاعران مِدوی و چند نقاش دیگر اولین گروه جنبش استاکیسم را تشکیل دادند.

## نگارخانه

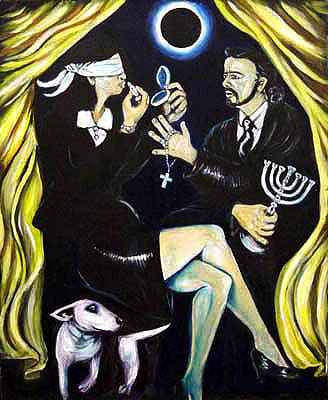
خدا بی‌خداست: او به من ایمان ندارد
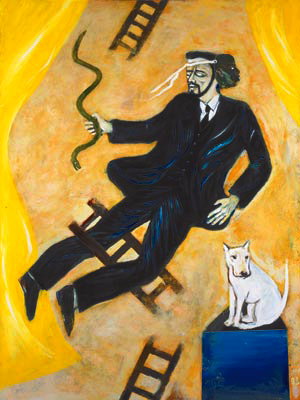
خندهٔ سگ‌های کوچک سفید
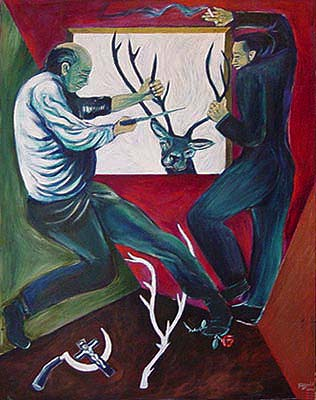
جمعه
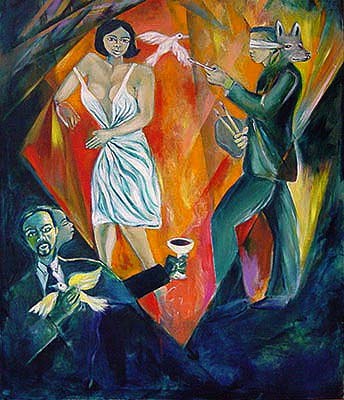
تقدس یافتن روح
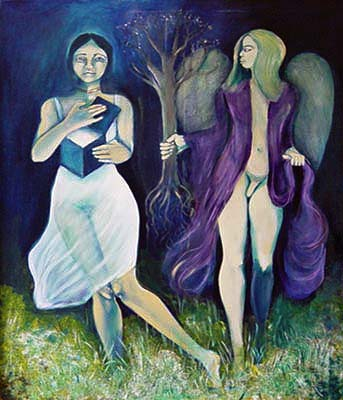
روشنایی آورندگان
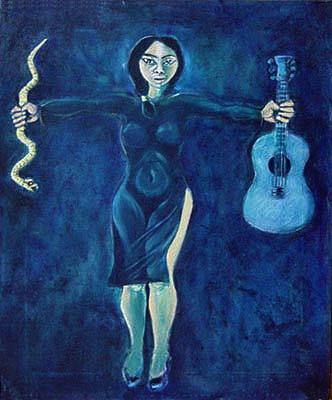
گیتار، زن، مار
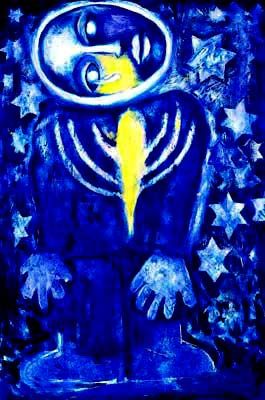
خفتهٔ پراگ
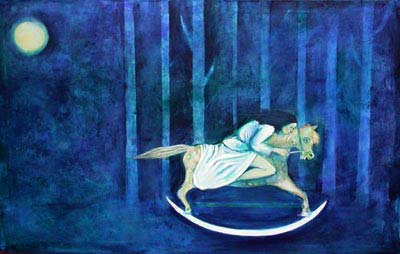
سواری شبانه